# Жан-Батист Дюверноа
Жан-Батист Дюверноа (на френски: Jean-Baptiste Duvernoy; 1802 – 1880) е френски класически пианист и композитор от периода на Романтизма в музиката.
Известен е със своята школа за пиано „Елементарни етюди оп. 176“, която спомага за координацията на пръстите.